# Echinorhinus
Echinorhinus is het enige geslacht van de familie van stekelhaaien (Echinorhinidae) en kent twee soorten.

## Taxonomie
Het geslacht kent de volgende soorten:
- Echinorhinus brucus (Bonnaterre, 1788)[3] – Braamhaai
- Echinorhinus cookei Pietschmann, 1928[4] – Cooks braamhaai